# Clinton Romesha

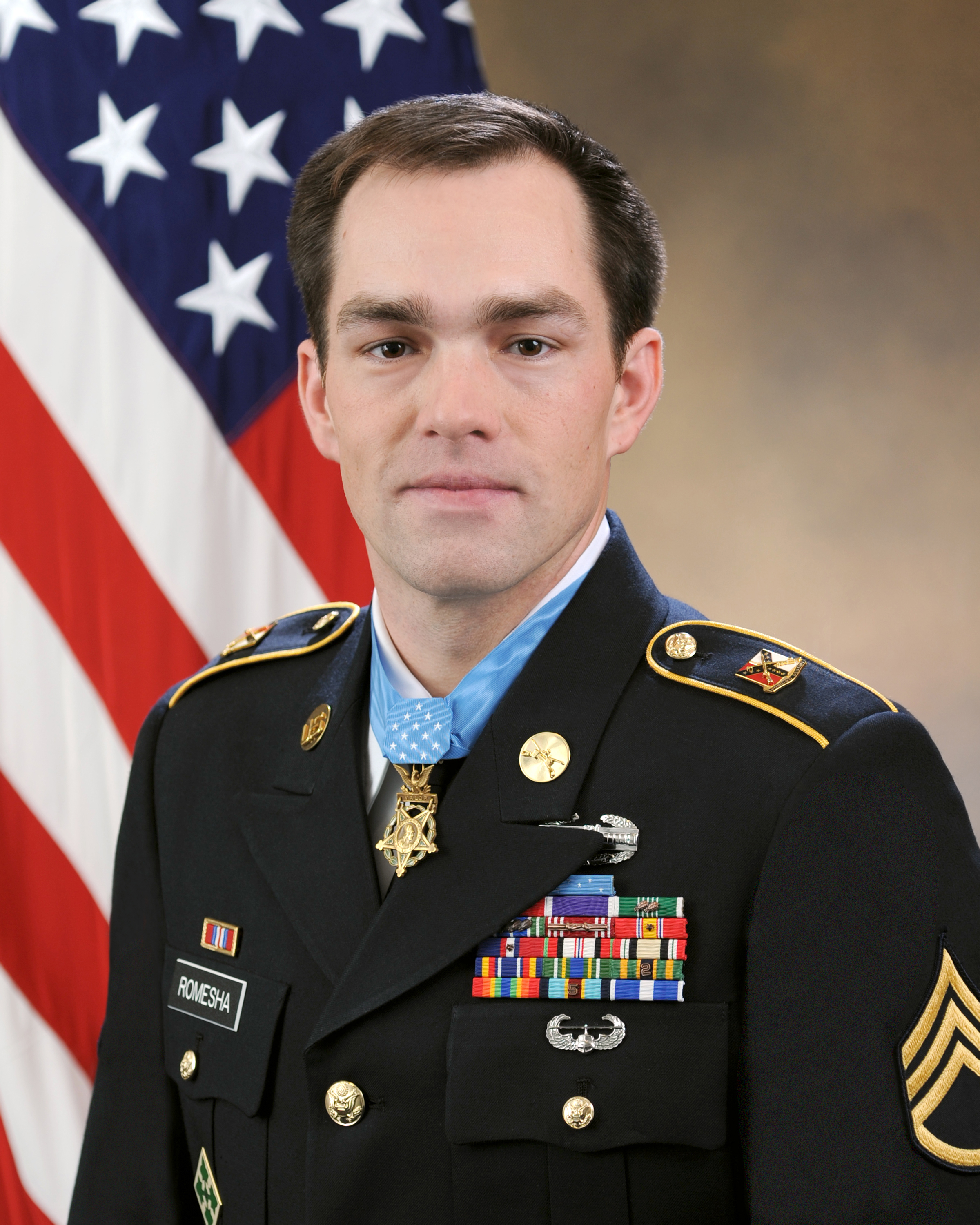
Clinton Romesha

Clinton LaVor "Clint" Romesha (* 17. August 1981 in Lake City, Kalifornien, USA) ist ein ehemaliger Soldat der US Army, der für seinen Einsatz im Afghanistan-Krieg die Medal of Honor verliehen bekam.
Clinton Romesha wurde 1981 in Kalifornien geboren. Er wuchs in Lake City mit seinen vier Geschwistern auf und besuchte die Surprise Valley High School in Cedarville. Nach dem High School-Abschluss trat er im September 1999 der US-Armee bei. Seine Grundausbildung erfolgte in Fort Knox. Im Anschluss wurde er zum 1. Battalion, 63. Armor Regiment, 2d Brigade der 1st Infanterie-Division nach Deutschland versetzt. Als Mitglied dieser Einheit nahm Romesha am KFOR-Einsatz im Kosovo teil. Es folgte eine Versetzung zur 2. Infanterie-Division, welche in Camp Casey, Südkorea stationiert war. 
Im Rahmen seiner Militärkarriere nahm Clint Romesha am Irakkrieg und am Krieg in Afghanistan teil. Am 3. Oktober 2009 kam es am Combat Outpost Keating in der Nuristan Province zu schweren Kampfhandlungen. Romesha bekam für seine Tat an diesem Tag die höchste Auszeichnung des US-Militärs, die Medal of Honor verliehen.
Im Jahr 2011 beendete Clint Romesha seine Militärlaufbahn, um mehr Zeit mit seiner Familie zu verbringen. Er ist seit 2000 mit seiner Frau Tammy verheiratet. Das Paar hat drei gemeinsame Kinder.
Im US-amerikanischen Spielfilm The Outpost aus dem Jahr 2020 wurde er von Scott Eastwood verkörpert.

## Werke
- Clinton Romesha: "Red Platoon: A True Story of American Valor" Dutton, 2016. ISBN 978-1101984338